# Масове вбивство в Канюкай

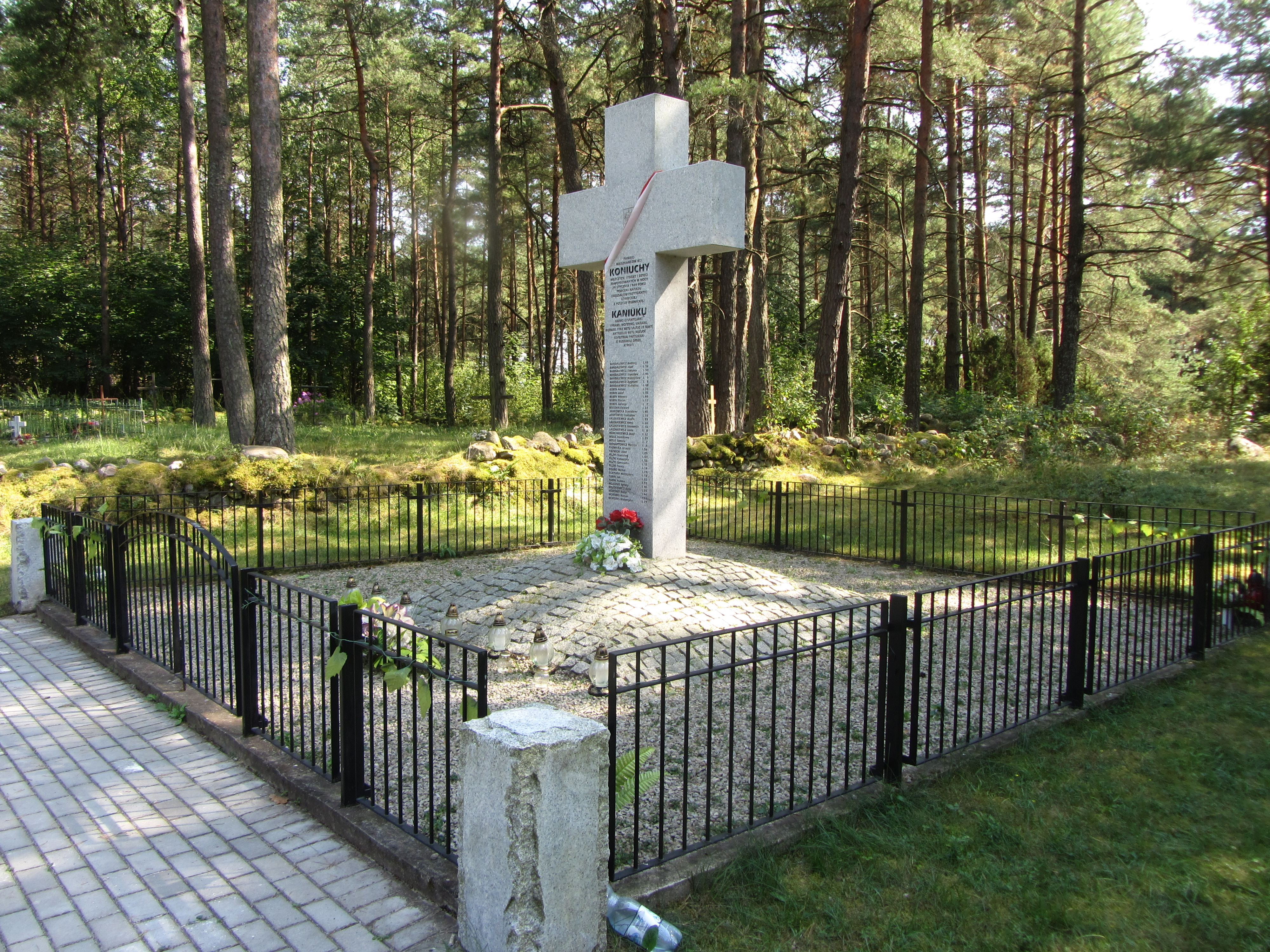
Пам’ятний хрест на місці масового вбивства радянськими партизанами польського цивільного населення села в 1944 році

Масове вбивство в Канюкай — масове вбивство цивільного населення, що було здійснено радянським партизанським загоном разом з контингентом єврейських партизанів під час Другої світової війни в польському селі Конюхи (сьогодні Канюкай, Литва) 29 січня 1944 року.
Невеликий локальний загін самооборони був створений для захисту села від набігів радянських партизанів. Складаючись із приблизно 60 домашніх господарств та 300 жителів, село не було укріпленим, проте жителі мали на озброєні кілька гвинтівок. 29 січня 1944 роки село зазнало нападу радянського партизанського загону, підпорядкованого Центральному командуванню партизанських сил у Москві. Рейд провели 100—120 партизанів із різних підрозділів, включаючи близько 30 єврейських партизанів із загонів «Месники» та «До перемоги» під командуванням Якова Преннера. Чоловіки, жінки та діти були вбиті, більшість домівок було знищено. За даними Інституту національної пам'яті Польщі (розслідування ще триває), принаймні 38 поляків було вбито і близько десятьох отримали поранення. Сповіщений про напад 253-й батальйон литовського Шуцманшафту прибув до Конюхів, проте не знайшов партизанів.
Напад провели радянські партизанські загони «Смерть фашистам» та «Маргиріс» з Вільнюської бригади литовського партизанського штабу та «Смерть окупантам» з бригади Ковно. Після нападу голова «Південної партизанської бригади» Генріх Зіманас спрямував листа до лідера комуністів та начальника штабу партизанського руху Литви Антанаса Снечкуса з повідомленням: «29 січня спільна група Вільнюських та Ковноських партизанів у співпраці зі спеціальною групою з Головного штабу спалили село Канюкай».